# Ameriška domovina
Ameriška domovina (angleško American Home) je bil časopis ameriških Slovencev iz Clevelanda.
Ameriška domovina je do leta 1919 izhajala pod imenom Amerika (začetek izhajanja 1909) in Clevlandska Amerika. Med 1. svetovno vojno se je list približal stališčem londonskega Jugoslovanskega odbora, med obema svetovnima vojnama je zagovarjal režim kralja Aleksandra Karađorđeviča med 2. svetovno vojno pa podpiral akcijo Zveze slovenskih župnij. Uredniki časopisa so bili F. Javh, Leopold Zakrajšek, Lojze Pirc in od leta 1941 James Debevec (tudi Jaka Debevec), Vinko Lipovec in zadnji Rudolf Susel. List je bil sprva tednik, kasneje je izhajal dvakrat tedensko od leta 1929 kot dnevnik. Več let po drug svetovni vojni je bil edini slovenski časopis, ki je izhajal dvakrat na teden.
V Clevelandu sta izhajala dva slovenska časopisa Enakopravnost in Ameriška domovina. V najboljši slovenski tradiciji sta bili tudi ti dve glasili ideološko opredeljeni: Enakopravnost levičarsko in Ameriška domovina desničarsko. To razmerje je trajalo nekaj let, čeprav se je urednik in izdajatelj Enakopravnosti Vatroslav Grill trudil, da bi obdržal svoj časopis pri življenju, je bilo za rešitev že prepozno. Tako je Ameriška domovina ostala edini slovenski dnevnik v Clevelandu. Ko je lastnik časopisa Jaka Debevec umrl, je podjetje nekaj časa vodila njegova vdova, nato pa ga je prevzel sin. Časopis je izhajal v dveh različicah: angleški in slovenski. Toda slovenska ni bila prevedena v angleščino in obratno. List je zato imel dva urednika, angleškega in slovenskega. Angleško različico je urejal lastnik, slovenski del pa je po vojni najprej vodil prof. Vinko Lipovec, politični begunec, za njim pa v Ameriki rojeni dr. Rudolf Susel, ki je pripeljal časopis do zadnje številke. S časoma se je časopis zožil na tednik in kasneje na dvotednik.
21. avgusta 2008 je v Clevelandu v Ohiu izšla zadnja številka Ameriške domovine, najstarejšega slovenskega izseljenskega časopisa. 
Tisti Slovenci, ki so preselili iz Madžarske, iz Slovenske krajine (Prekmurje in Porabje), so tudi pisali časopis z naslovom Amerikánszki Szlovenczov Glász v prekmurščini.